# Академический симфонический оркестр Московской филармонии
Академический симфонический оркестр Московской филармонии — один из ведущих симфонических оркестров СССР, а затем и России.
Основан в 1951 году в Москве. За свою более чем полувековую историю оркестр гастролировал в 50 странах, осуществил более 300 записей.
Художественный руководитель и главный дирижёр оркестра с 1998 года — народный артист СССР Юрий Симонов.

## История
Создан в сентябре 1951 года путём слияния Малого симфонического оркестра и оперного оркестра Радиокомитета.
В 1953 в составе Московской филармонии. С 1973 года — академический.

## Художественные руководители
- Самуил Самосуд (1953—1957)
- Натан Рахлин (1957―1960)
- Кирилл Кондрашин (1960—1975)
- Дмитрий Китаенко (1976—1990)
- Василий Синайский (1991—1996)
- Марк Эрмлер (1996—1998)
- Юрий Симонов (с 1998)

## Известные музыканты оркестра
- Юрий Силантьев, концертмейстер оркестра и ассистент дирижёра (1953—1957)
- Сергей Мадатов, концертмейстер оркестра (1957—1960)
- Борис Симский, концертмейстер оркестра (1960—1969)
- Валентин Жук, концертмейстер оркестра (1970—1989)
- Григорий Красько, концертмейстер оркестра (1990—2006)
- Лев Каплан (род. 1938), концертмейстер группы альтов (1990—2014), куратор струнной группы (2014—2016)
- Юрий Неклюдов (1918—1975) — фаготист
- Сергей Болотин (1912—1994) — трубач
- Евгений Фомин (1946—2008) — трубач
- Яков Штейнман (1891—1959) — тромбонист
- Юрий Ларин (род. 1940) — тубист
- Михаил Аршинов (1941—2011) — ударные инструменты
- Анатолий Любимов (род. 1941) — гобоист
- Юрий Степанов (1937—2006) — был солистом-валторнистом оркестра 10 лет (до 1994)[1]
- Алексей Шоломко (род. 1961) — тромбонист

## Приглашенные дирижёры
- Юрий Ботнари

## Награды
- Благодарность Президента Российской Федерации (5 июля 2011 года) — за большой вклад в развитие отечественного музыкального искусства и достигнутые творческие успехи[2].